# Aleksandar Tanasin
Aleksandar Tanasin (Александар Танасин; Újvidék, 1991. november 15. –) szerb labdarúgó, hátvéd, a Mladost Novi Sad játékosa.

## Pályafutása

### Klubcsapatokban
A Vojvodinánál kezdte pályafutását. 2009-ben került fel a felnőtt csapat keretéhez, azonban kétszer is kölcsönadták az alsóbb ligákban szereplő Metalac és Cement Beočin csapatainak. Előbbi csapat színeiben huszonnégy bajnokin négy gólt szerzett a 2009–2010 szezonban a szerb regionális ligában, míg egy évre rá a futaki klub játékosaként huszonhét bajnokin egy gólt szerzett.
A 2011–2012-es szezont megelőzően a Proleter Novi Sadhoz igazolt. Négy idényt töltött el a csapatnál, ezalatt 106 bajnoki találkozón kapott játéklehetőséget és három gólt szerzett a szerb másodosztályban. 2015 nyarán az élvonalban szereplő Borac Čačak játékosa lett és itt újra együtt dolgozhatott Nenad Lalatovićcsal, aki korábban a Vojvodinánál már volt az edzője. A szerb első osztályban július 17-én mutatkozott be a Radnički Niš elleni bajnokin. 2015 és 2016 között 51 mérkőzésen kapott szerepet az élvonalban, majd miután lejárt a szerződése, a Radnik Surdulicában folytatta pályafutását. 2018 nyarán visszatért a Proletarhoz, ahol két szezont töltött el. A 2019–2020-as szezon során huszonnégyszer lépett pályára az élvonalban. 2020 nyarán a magyar első osztályban szereplő Zalaegerszegi TE játékosa lett. 2021. augusztus 31-én távozott, miután a második csapatnál vették számításban az új szezon előtt.